# Blown Away – Ausgelöscht
Blown Away – Ausgelöscht (Originaltitel: Blown Away) ist ein kanadischer Erotikthriller aus dem Jahr 1992 von Brenton Spencer mit Corey Haim, Nicole Eggert und Corey Feldman in den Hauptrollen.

## Handlung
Megan Bower feiert ihren 17. Geburtstag im Kreise ihrer Familie und Freunde. Einzig ihre Mutter ist noch nicht bei der Feier angekommen. Während der Fahrt zur Geburtstagsparty fängt ihr Wagen Feuer und rast in eine Tankstelle, die Mutter stirbt bei der folgenden Explosion. Ein Jahr später trifft Rich Gardner beim Ausreiten auf Megan. Als sie beim Halten ihres Pferdes die Kontrolle über das Tier verliert, springt Rich ein und rettet ihr so das Leben. Bei dieser Begegnung verliebt sich Rich „auf den ersten Blick“ in Megan. Sie verkörpert für Rich all das, was er sich immer gewünscht hat. Nachdem er sie auf seinem Pferd nach Hause gebracht hat, lädt Megan ihn zu einer Party ein.
Als Rich, sein Bruder Wes und zwei weitere Freunde, die ebenfalls eine Einladung erhalten haben, am Abend an dem Haus ankommen, in dem die Party stattfindet, erkennt er dieses als Haus seines Chefs wieder. Er ist der Betreiber eines Ski-Resorts, für das Rich und Wes arbeiten. Nachdem Rich Megan auf der Party entdeckt hat, lockt sie ihn ins Schlafzimmer ihres Vaters und die beiden schlafen miteinander. Nach dem Sex erzählt Rich Megan, dass sein Bruder vor einigen Jahren aus Hass zu seinem Vater, der ihn krankenhausreif geprügelt hat, Richs Hund getötet hat. Megan wiederum erzählt, dass sie an ihrem letzten Geburtstag ihre Mutter bei einer Autoexplosion verloren hat. Rich bleibt über Nacht und muss bei der Rückkehr von Megans Vater unerkannt aus dem Haus flüchten. Er kann das Haus verlassen und wartet in Megans Auto auf sie. Kurz danach fährt sie ihn nach Hause. Auf der Fahrt fragt sie ihn, ob er schon mal jemanden so gehasst hat, dass er ihn töten würde.
Da Rich seine Freundin Darla Hawkes für die Feier am Abend zuvor versetzt hat, ist diese sauer auf ihn und lässt ihn bei jedem Erklärungsversuch abblitzen.
In den nächsten Tagen treffen sich Rich und Megan immer wieder, vor allem bei Megan und haben Sex miteinander. Einmal kommt Rich zufällig gleichzeitig mit Megans Vater bei ihr zu Hause an. Sie verbringen den Tag miteinander und Rich bleibt zum Abendessen. Nachdem Rich unterm Tisch seine Füße unter Megans Kleid schiebt, schickt Megans Vater sie auf ihr Zimmer und macht ihm klar, dass er „eigenhändig die Nägel in Richs Sarg schlägt“, wenn Rich ihr auch nur das Geringste antut.
Am nächsten Tag, als sich Rich und Megan wieder beim Ausreiten treffen, macht sie Schluss. Danach heult sich Rich bei seinem Bruder aus. Wes streut bei Rich Zweifel an Megans echten Gefühlen. Nach dem Gespräch lauert er Megan auf und fährt ihr bis zu einem Bikertreff hinterher. Dort sieht Rich, wie Megan einem Mann einen Umschlag gibt und für ihn und mit ihm erotisch tanzt. Rasend vor Eifersucht schlägt Rich den Mann nieder. Auf dem WC streiten die beiden zunächst, versöhnen sich dann aber wieder und wollen noch einmal von vorne anfangen.
Eines Tages erwischt Rich seinen Bruder mit Darla im Bett. Bei der Aussprache konfrontiert Rich ihn damit, dass Megan fälschlicherweise behauptet hat, dass Wes Megan angefasst habe. Wes kann ihm klarmachen, dass dies nicht der Fall ist. Am Abend fährt Rich zu Megan und findet sie in ihrem Zimmer mit einem blauen Auge vor. Sie wurde von ihrem Vater verprügelt, weil er weiß, dass Megan mit Rich geschlafen hat. Megan ist nun fest entschlossen, ihren Vater umzubringen und will Rich dazu bringen, ihr dabei zu helfen. Inzwischen ist sich Darla ihren Gefühlen gegenüber Wes und Rich nicht sicher. Am nächsten Tag findet Rich bei einem Ausritt Darlas Leiche. Sie ist bei einem Reitunfall ums Leben gekommen. Megan erklärt, dass ihr Vater damals ihre Mutter umgebracht hat, weil sie sich von ihr trennen und Megan zu sich nehmen wollte. Kurz darauf erhält Rich die Nachricht, dass Megan versucht hat, sich mit Schlafmitteln umzubringen. Bei der Entlassung aus dem Krankenhaus bittet Megan ihren Vater, dass Rich einige Zeit bei ihnen wohnen soll. Nachdem die beiden wieder Sex hatten, gesteht Megan ihm, dass sie in das Motorrad ihres Vaters eine Bombe versteckt hat.
Am nächsten Morgen fährt Mister Bower mit Rich eine Motorrad-Spritztour, bei der an einer Klippe die Bombe hochgeht. An der Klippe versucht Rich ihm noch zu helfen. Mister Bower kann ihm noch sagen, dass er seine Frau nicht getötet hat, dann stürzt er die Klippe herunter und stirbt. Die Polizei verdächtigt Rich, am Tod von Megans Vater verantwortlich zu sein. Außerdem wird er verdächtigt, Darla getötet zu haben. Er kommt in Untersuchungshaft, wird aber vorerst auf Kaution freigelassen, die Megan bereitgestellt hat.
Megan überlässt ihm ihren Wagen. Nach kurzer Überprüfung stellt er fest, dass dort scheinbar keine Bombe versteckt ist. Er verabschiedet sich von seinem Bruder, der sich aber ebenfalls merkwürdig benimmt. Unterwegs zu Megan dämmert es Rich, dass mit dem Wagen etwas nicht stimmt und untersucht ihn erneut und gründlich. Er entdeckt eine sehr gut versteckte Bombe und kann sich nur knapp retten, bevor die Bombe explodiert. Er informiert daraufhin die Polizei und stellt sich tot, um Megan glauben zu lassen, dass ihr Mordplan erfolgreich gewesen sei.
In der darauffolgenden Nacht schleicht sich Rich in Megans Haus und entdeckt dort, dass sein Bruder und Megan seit längerer Zeit eine heimliche Affäre haben. Sie „mussten“ Megans Vater nur deshalb mit einer Bombe unter seinem Motorrad töten, weil er sein Auto immer weggeschlossen hatte. Folglich konnten sie es nicht so aussehen lassen, als wäre sein Tod ein Unfall, weil die entsprechende Bombe unter einem Motorrad Spuren hinterlassen hat. Also haben sie Rich als Sündenbock benutzt und wollten ihn dann mit einer ähnlichen Bombe unter seinem Auto beseitigen. Bei ihm sollte es, wie im Fall von Megans Mutter, so aussehen, als ob er bei einem Unfall ums Leben gekommen sei.
Rich konfrontiert Wes und Megan damit und bringt Wes dazu, alles zu gestehen, was Letzterer in seinem Hass ihm gegenüber auch leidenschaftlich tut. In den Jahren hat sich bei Wes soviel Frust und Hass aufgestaut, weil Rich nichts dagegen getan hat, dass der Vater Wes immer misshandelt hat. Kurz bevor Wes Rich erschießen kann, wird er von Megan in den Rücken geschossen. Sie versucht dann, Wes alles in die Schuhe zu schieben, Rich aber hat alles durchschaut und bringt Megan rhetorisch geschickt dazu, zu gestehen, dass sie das alles von langer Hand geplant hatte. Daraufhin versucht sie, ihn umzubringen. Doch dann tauchen überraschend Polizisten auf, die auf der Lauer lagen, und töten sie in Notwehr. Rich hat sich zuvor von der Polizei verkabeln lassen, um Wes und Megan überführen zu können. Damit ist Rich komplett entlastet, aber innerlich leer und unglücklich, weil alle Menschen, die ihm etwas bedeutet haben, tot sind.

## Besetzung und Synchronisation
Die Deutsche Synchronkartei weist folgende Synchronsprecher für den Film auf.
| Darsteller         | Deutscher Sprecher          | Rolle              |
| ------------------ | --------------------------- | ------------------ |
| Corey Haim         | Til Schweiger               | Rich Gardner       |
| Corey Feldman      | Stephan Schleberger         | Wes Gardner        |
| Jean LeClerc       | Jürg Löw                    | Cy Bower           |
| Kathleen Robertson | Frauke Poolman              | Darla Hawkes       |
| Gary Farmer        | Reinhard Schulat-Rademacher | Detective Anderson |
| Rob Stefaniuk      | Heinz Baumeister            | Dave               |

## Kritik
„Sex & Crime in geglätteter Fassung“

„Zwischen einer Handvoll Explosionen, Verfolgungsjagden und Sexszenen plätschert BLOWN AWAY – AUSGELÖSCHT mit seinem dadaistischen Thriller-Plot als jugendfreie Teenie-Version von „Basic Instinct“ leider etwas ereignislos vor sich hin“

## Drehorte
- Einer der Drehorte, das Talisman Ski Resort in Kimberly, Ontario, Kanada, wurde 1963 eröffnet und musste 2011 aufgrund von Insolvenz wieder geschlossen werden.
- Für die Außenaufnahme des Gefängnisses, aus dem Megan Rich per Kautionszahlung rausholt, wurde das Pickering College in Newmarket (Ontario, Kanada) genutzt.
- Außerdem wurde ein Teil in Toronto gedreht[4]

## Trivia
- Corey Haim und Corey Feldman spielten in mehreren Filmen miteinander, zudem hatten sie 2007 eine gemeinsame Reality-Show, Corey & Corey, von der 2 Staffeln produziert wurden.[5][6]
- Nicole Eggert und Corey Haim spielten auch in weiteren Filmen zusammen. Unter anderem Double O’Kid – Auf der Spur des Terrors von 1992 oder He’s My Girl II (Anything for Love) von 1993.[7][8]
- Nicole Eggert und Corey Haim waren zudem ein Paar und kurzzeitig verlobt.[9]

## On Demand
Blown Away kann als Video on Demand auf verschiedenen Plattformen gestreamt werden (Stand 5. Mai 2023).